# Westelijke fluiter
De westelijke fluiter  (Pachycephala fuliginosa) is een zangvogel uit de familie Pachycephalidae (dikkoppen en fluiters). 

## Taxonomie
Deze soort werd eerder beschouwd als een ondersoort van de gouden fluiter (P. pectoralis fuliginosus). Uit DNA-onderzoek bleek dat de vogel meer verwant bleek aan de zwartstaartfluiter (P. melanura), maar eigenlijk als een aparte soort kon worden opgevat. De toen toegekende wetenschappelijke naam P. occidentalis bleek volgens de regels van de Zoölogische nomenclatuur onhoudbaar en alleen behouden voor de ondersoort in zuidwestelijk Australië. De soortnaam werd P. fuliginosa.

## Verspreiding en leefgebied
Deze soort is endemisch in  Australië. Er zijn twee ondersoorten:
- P. f. fuliginosa in Midden- en Zuid-Australië
- P. f. occidentalis zuidwestelijk Australië